# Pieter van Tuyll
Pieter van Tuyll (Leida, 17 agosto 1948) è un ex cestista olandese.

## Carriera
Con i Paesi Bassi ha disputato due edizioni dei Campionati europei (1975, 1979).